# Georges Nyo
Georges Yves-Marie Nyo (* 1895; † 1980) war ein französischer Général de division der Kolonialtruppe und Befehlshaber im südlichen Vietnam in der Anfangsphase des Indochinakrieges.
Nach dem Abschluss der Militärschule Saint-Cyr begann Nyo eine Karriere bei den französischen Kolonialtruppen.
Während des Ersten Weltkriegs diente er als Kompaniechef an der Westfront. In der Zwischenkriegszeit folgten Einsätze bei den Kolonialtruppen in Marokko und Westafrika.
Seit den 1930er-Jahren verbrachte er Dienstzeiten in Indochina, wo er an der Rebellenbekämpfung im Bergland der Annamitischen Kordillere beteiligt war.
Zur Zeit der Aufstandsbekämpfung fungierte er als Bataillonskommandeur und wurde 1936 für die Niederschlagung der Rebellion Ong Kommandams ausgezeichnet. Im selben Jahr wurde er zum Generalleutnant befördert.
Nach der Kapitulation Frankreichs 1940 im Zweiten Weltkrieg war Nyo Teil der Vichy-Armee. 1943 wechselte er nach Nordafrika, wo er sich den freifranzösischen Kräften anschloss. Bis Kriegsende erlangte er den Rang eines Général de brigade.
Bereits im August 1945 wurde Nyo zum Kommandeur der neu aufgestellten 3. Kolonial-Infanterie-Division (3e DIC) ernannt (diese Division hatte 1940 unter General Falvy im Abschnitt Montmédy der Maginot-Linie gekämpft und war nach der Niederlage faktisch aufgelöst worden). Die Division, die nach der Neuaufstellung etwa 17.000 Mann umfasste, wurde im Februar 1946 nach Indochina verschifft und dem dortigen Expeditionskorps (CEFEO) angeschlossen. In Indochina herrschten kriegsähnliche Zustände, seitdem Hồ Chí Minh, der Führer der Việt Minh, ein halbes Jahr zuvor nach dem Zusammenbruch Japans infolge der Augustrevolution die Demokratische Republik Vietnam ausgerufen hatte. Nyos 3. Kolonialdivision ermöglichte zusammen mit der bereits im Dezember eingetroffenen 9. Kolonialdivision zumindest in den dichter besiedelten Gebieten eine Stabilisierung der Lage, so dass die britisch-indischen Truppen unter General Gracey abziehen konnten.
Nyo erhielt die Zuständigkeit über den Süden Vietnams (Cochinchina und Süd-Annam) zugeteilt und versuchte, die Việt-Minh-Truppen ganz aus diesem Landesteil zu vertreiben. Da ihm aber nicht genügend Truppen für eine flächendeckende Besatzung des Landes zur Verfügung standen, wendete Nyo die Strategie der „rotierenden Befriedung“ (pacification tournante) an, bei der seine Truppen von einer Region zur nächsten wechselten. Gegen die im Guerilla-Krieg erfahrenen Việt Minh war diese Methode wenig hilfreich, stattdessen folgten hohe Verluste in der Zivilbevölkerung, da die Việt Minh Einheimische, die den Franzosen geholfen hatten, oftmals als Kollaborateure umbrachten, nachdem die französischen Truppen in eine andere Region weitergezogen waren. Obwohl Frankreich und die Việt Minh sich sowohl im 6.-März-Abkommen als auch im Modus Vivendi im September  1946 auf eine Einstellung der Feindseligkeiten geeinigt hatten, ging Nyo weiterhin gegen „rebellische Elemente“ und „bewaffnete Banden“ vor, was er in einem am 30. Oktober herausgegebenen Befehl auch nochmal ausdrücklich kenntlich machte. Im Gegenzug verstärkten die Việt Minh zunehmend ihre Infiltration der südlichen Gebiete und gingen mit Terror gegen profranzösische Vietnamesen vor.
Am 3. November fand in Hanoi ein Friedensgespräch zwischen Nyo, inzwischen im Range eines Général de division, und dem Việt-Minh-Vertreter Hoàng Hữu Nam über die Situation in Südvietnam statt, das ergebnislos endete. Wenige Wochen später eskalierte die Situation im Bombardement von Haiphong, was zum Ausbruch des Indochinakrieges führte. Im Dezember wurde Nyo zum ersten Regionalkommandeur von Südvietnam ernannt, was faktisch eine Bestätigung seines bisherigen Postens darstellte. Nach über einem Jahr, in dem sich im Süden wenig geändert hatte, wurde Nyo im Februar 1948 von Pierre Boyer de Latour du Moulin abgelöst.
1955 wurde Nyo dem Reservekader zugeteilt und ging damit in den Ruhestand.